# NGC 1467
NGC 1467 (również PGC 13991) – galaktyka spiralna (S0-a), znajdująca się w gwiazdozbiorze Erydanu. Odkrył ją Frank Muller w 1886 roku.